# Patrick Vajda
Pour les articles homonymes, voir Vajda.
Partick Vajda, né le 29 août 1947 à Biarritz dans les Pyrénées-Atlantiques, est un escrimeur français pratiquant le fleuret.  Escrimeur de niveau moyen, selon ses propres termes, il est surtout connu comme arbitre international. 

## Biographie
Il est champion de France par équipes et membre de l’équipe de France universitaire, dont il est sélectionneur de 1968 à 1973. Il est aussi sélectionneur de l’équipe de France de fleuret féminin de 1974 à 1978.
Sur les conseils de son maître d’armes Marc Leblond et de Rolland Boitelle, il devient arbitre. Il arbitre ainsi dix finales olympiques et quarante finales mondiales aux trois armes, fleuret, épée et sabre. Membre puis président de la commission d'arbitrage de la fédération française d'escrime de 1977 à 1981, il est ensuite membre de la commission d'arbitrage de la fédération internationale d'escrime de 1981 à 1984.
En 1985, il fonde avec Michel Dailly l'Association française du corps arbitral multisports (AFCAM) dont il est le président de 2010 à 2024. C'est cette association qui a obtenu en 2006 une loi spécifique valant statut de l'arbitrage. Cette loi est une première mondiale et Patrick Vajda s'attache à l'internationaliser afin que des associations d'arbitres se créent de par le monde afin de valoriser le rôle de l'arbitre auprès des instances internationales et plus particulièrement auprès du Comité international olympique. En 2019, il fait partie des fondateurs de la fédération internationale du corps arbitral multisports (IFSO) et il en est le président.
En 2009 il est élu au bureau de la Fédération française d'escrime en qualité de trésorier général adjoint. Il est également membre de la commission de l'entourage des athlètes du CIO.

## Honneurs et décorations
Il est titulaire des anneaux d'or du Comité international olympique non pas en sa qualité d'arbitre international, mais pour avoir créé le premier programme de management des risques des Jeux olympiques (Jeux olympiques d'hiver de 1992 à Albertville). En juillet 2009, la Fédération des internationaux du sport français lui décerne le titre de Gloire du sport.
 Chevalier de la Légion d'honneur (décret du 31 décembre 2014)